# Akıncılar
Akıncılar là một huyện thuộc tỉnh Sivas, Thổ Nhĩ Kỳ. Huyện có diện tích 503 km² và dân số thời điểm năm 2007 là 5845 người, mật độ 12 người/km².